# Ilha das Cobras (Paraná)
A Ilha das Cobras é uma ilha localizada na baía de Paranaguá, pertencente ao território marítimo do Estado do Paraná. Com 52 hectares de área remanescente de Mata Atlântica (floresta ombrófila densa), é de propriedade da União mas cedida para o governo da estado do Paraná através de contrato de cessão de uso gratuito. Em dezembro de 2019, este contrato foi renovado por mais 20 anos.
A ilha é constituída de dois morros, cujos cumes distam cerca de 500 metros, e entre estes acidentes geográficos estão localizados os edifícios que já abrigaram um lazareto, um reformatório e um presídio, e foi residência oficial de veraneio.

## História

### Lazareto
Em 10 de junho de 1855, o governo provincial do Paraná recebeu a ordem para a construção de um lazareto afim de conter uma possível epidemia no porto local, caso a moléstia de cólera que assolava a província do Pará chegasse ao litoral paranaense. Theófilo Ribeiro de Resende, então vice-presidente da província, e o  delegado de Polícia de Paranaguá, além de um engenheiro civil e o provedor de saúde do porto, ficaram responsáveis por providenciar local e estrutura. A Ilha das Cobras foi o local escolhido para a construção (com dinheiro do governo imperial: 4.537.080 contos de réis, valor total da obra), pois ficava distante três léguas da cidade de Paranaguá. Deste modo, foi construído, na parte da ilha denominada "Ponta do Corvo", o "Lazareto da Ilha das Cobras" com 135,5 m², sendo finalizado em 22 de dezembro de 1855.
A ilha era de propriedade de José Pereira Malheiros, que foi indenizado pela construção do hospital de isolamento. Desde 1857, o Império do Brasil interessou-se pela aquisição da ilha, mas somente em 1859 a transação foi efetivada.
O local foi utilizado de forma epidêmica nos anos próximos a 1860, quando a varíola e a febre amarela assolou a cidade de Paranaguá (acontecendo o mesmo na cidade de Santos) e entre 1877/1878, num surto de cólera e febre amarela, procedentes de outros portos.

### Escola
Em 1936, o prédio foi reformado e passou a abrigar uma escola de pescadores para jovens infratores (na verdade um reformatório com o nome de "Escola de Pescadores Antonio Serafim Lopes"). Com capacidade para 100 alunos, a estadia era obrigatória e os "estudantes" apelidaram o local de “mansão do diabo”.

### Prisão
Durante o Estado Novo, o local virou um presídio para comunistas contrários à política de Getúlio Vargas.

### Casa de veraneio e apoio as portos
As instalações da ilha também foram usadas como uma residência oficial de veraneio, principalmente durante os governos de Roberto Requião e Beto Richa (com mais frequência para o primeiro).
Em 2006, na renovação do contrato de uso, o local também tornou-se uma base de apoio para os portos da APPA (Administração dos Portos de Paranaguá e Antonina).

### Unidade de conservação e escola profissionalizante
A ilha ficou abandonada por anos, pois a última vez que foi utilizada como residência oficial de veraneio foi no ano de 2011, no início da gestão de Beto Richa. Por isso, em setembro de 2018, na gestão de Cida Borghetti, a ilha foi transformada no "Parque Estadual Ilha das Cobras", uma unidade de conservação de proteção integral. Este projeto incluía um centro para pesquisas e educação ambiental, principalmente para tartarugas marinhas, pois é local de parada e desova da espécie.
Em julho de 2020, na gestão de Ratinho Junior, suas instalações tornaram-se a "Escola do Mar", um espaço para o ensino profissionalizante, com cursos de gastronomia, hotelaria, turismo, aquicultura (produção de ostras, mariscos e camarão) e educação ambiental, com a instalação de um restaurante-escola. Quem administra os cursos são o Sebrae e o Senac.